# Kenyatricha elgon
Kenyatricha elgon är en tvåvingeart som beskrevs av Chandler 2002. Kenyatricha elgon ingår i släktet Kenyatricha och familjen Rangomaramidae.
Artens utbredningsområde är Kenya. Inga underarter finns listade i Catalogue of Life.